# Mecocerculus hellmayri
A Mecocerculus hellmayri a madarak (Aves) osztályának verébalakúak (Passeriformes) rendjébe és a királygébicsfélék (Tyrannidae) családjába tartozó faj.

## Rendszerezése
A fajt Hans von Berlepsch német ornitológus írta le 1907-ben. Egyes szervezetek a Xanthomyias nembe sorolják Xanthomyias hellmayri néven.

## Alfajai
- Phyllomyias sclateri sclateri Berlepsch, 1901
- Phyllomyias sclateri subtropicalis (Chapman, 1919)[1]

## Előfordulása
Az Andokban, Argentína, Bolívia és Peru területén honos. Természetes élőhelyei a szubtrópusi és trópusi síkvidéki és hegyi esőerdők. Állandó, nem vonuló faj.

## Megjelenése
Testhossza 11 centiméter, testtömege 10-11 gramm.

## Természetvédelmi helyzete
Az elterjedési területe nagyon nagy, egyedszáma pedig stabil. A Természetvédelmi Világszövetség Vörös listáján nem fenyegetett fajként szerepel.